# Dsjanis Paljakou
Dsjanis Aljaksandrawitsch Paljakou (belarussisch Дзяніс Аляксандравіч Палякоў, russisch Денис Александрович Поляков/Denis Alexandrowitsch Poljakow, * 17. April 1991 in Minsk) ist ein belarussischer Fußballspieler. Seit 2023 spielt er für Hapoel Haifa.

## Karriere

### Verein
Paljakou begann seine Karriere beim FK Schachzjor Salihorsk, für den er im April 2010 in der Wyschejschaja Liha debütierte. 2012 wechselte er zum Ligakonkurrenten BATE Baryssau, für den er im September 2012 sein Champions-League-Debüt gab. Nach dem Ende der Saison 2017 wechselte er zu APOEL Nikosia, wo er eine halbe Saison blieb. Danach kehrte er nach Baryssau zurück, bis er in der Winterpause 2018/19 zu Ural Jekaterinburg in die russische Premjer-Liga wechselte.

### Nationalmannschaft
Paljakou war U-21-Nationalspieler. Sein Länderspieldebüt für die Herren gab er im November 2010 im Testspiel gegen Oman. Mit der U-23-Nationalmannschaft nahm er 2012 an den olympischen Spielen teil, bei denen er in jedem Spiel von Belarus eingesetzt wurde.